# Amblyeleotris triguttata
Amblyeleotris triguttata är en fiskart som beskrevs av Randall, 1994. Amblyeleotris triguttata ingår i släktet Amblyeleotris och familjen smörbultsfiskar. IUCN kategoriserar arten globalt som livskraftig. Inga underarter finns listade i Catalogue of Life.